# 原位资源利用

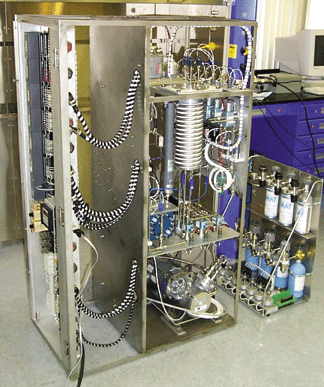
水煤气变换反应试验台（位于美国宇航局的肯尼迪航天中心）

在太空探索中，原位资源利用（英語：in situ resource utilization, ISRU）是收集、加工、储存和使用在其他天体（月球、火星、小行星等）上发现或制造的材料的做法，这些材料取代了原本会自地球携带的材料。
原位资源利用可以为航天器有效载荷或太空探索人员提供生命保障材料、推进剂、建筑材料和能源。目前航天器和行星表面无人巡视任务以太阳能电池板的形式利用原位获取的太阳辐射是很常见的。尽管2000年代末的几次现场测试在相关环境中展示了各种月球原位资源利用技术，但尚未在太空任务中实施使用原位资源利用技术进行材料生产。
原位资源利用长期以来一直被认为是减少太空探索架构质量和成本的一种可能途径，因为它可能是一种大幅减少为了探索特定行星而必须从地球发射的有效载荷质量的方法。据美国宇航局称，“原位资源利用将通过最大限度地减少从地球携带的材料，从而以经济实惠的方式建立外星探索和作业。” 

## 资源的类型
- 水
- 火箭推进剂
- 太阳能电池
- 建筑材料

## 利用的地点
- 火星
- 月球
- 火星卫星、谷神星、小行星
- 行星大气层

## 技术演示器和原型
- 火星氧气原位资源利用实验